# Lungo i vicoli del tempo
Lungo i vicoli del tempo è un romanzo di fantascienza di Lanfranco Fabriani del 2002, vincitore del Premio Urania 2001. Il suo seguito è Nelle nebbie del tempo, col quale Fabriani vinse l'edizione 2005 dello stesso premio.
Lungo i vicoli del tempo narra le avventure di Mariani, vicedirettore dell'Ufficio Centrale Cronotemporale Italiano (UCCI), un'agenzia segreta governativa che gestisce i viaggi nel tempo e protegge il passato dell'Italia dagli attacchi di potenze straniere ostili.

## Trama
Il lavoro di Mariani, vicedirettore dell'UCCI di Roma, è tutto sommato abbastanza ordinario: il vecchio e temutissimo direttore, malgrado i problemi di salute, non ha alcuna intenzione di dimettersi ma Mariani è comunque uno dei due unici candidati alla successione, assieme al collega Stringa col quale è in acerrima rivalità; Mariani, che intrattiene una relazione segreta e poco impegnata con la propria segretaria Lucrezia, passa il suo tempo a ordire trame contro il rivale e a prevenire quelle altrui, preparando la propria "cordata" di sostenitori all'interno dell'ufficio per quando si presenterà il momento buono di aspirare alla direzione. Lo si potrebbe considerare un grigio e cinico dirigente come tanti altri all'interno di enti statali e aziende, se non fosse che l'UCCI è in realtà l'Ufficio Centrale Cronotemporale Italiano, un servizio segreto di cui solo pochissime alte cariche sono a conoscenza, con il compito di gestire in esclusiva la tecnologia del viaggio nel tempo per preservare la storia italiana conosciuta da ogni tentativo, esterno o interno, di alterarla. In tale qualità l'UCCI collabora, o meglio finge di collaborare, con gli analoghi servizi delle altre nazioni, con i quali esistono in realtà forti diffidenze e rivalità.
L'UCCI gestisce proprie sedi con agenti sotto copertura in vari punti nevralgici della storia nazionale, la principale delle quali è situata nella Firenze del Trecento. Ed è proprio a Firenze 1300 che a Mariani il direttore ordina di tornare, dopo che aveva diretto quella sezione per cinque anni, per compiere un'ispezione improvvisa nel 1341. La scusa ufficiale del vicedirettore è una revisione del manuale operativo, ma in realtà vi sono sospetti che la sezione fiorentina sia in cattive acque, se non addirittura compromessa, sospetti che si aggravano mano a mano che Mariani procede con le proprie indagini nella città dei Medici, facendo la spola tra il primo Rinascimento e il "Tempo Reale", il presente, dove il direttore gli rivela che esisterebbe una macchina del tempo clandestina in possesso di una qualche sconosciuta fazione, forse di integralisti collegati al Vaticano.
Colbert, un vecchio studioso, agente francese nella Firenze medicea, cerca prima di corrompere Mariani, poi di venire a patti con lui e con l'UCCI in modo da essere lasciato operare indisturbato nei pochi anni che gli mancano dalla pensione. Nemmeno la spietata agente Marina Savoldi - con la quale Mariani aveva avuto una relazione e che da cinque anni recita la parte della sua vedova a Firenze - sembra volere o potere aiutarlo.
Che non si tratti dei soliti giochetti Mariani lo capisce quando, in uno dei suoi rientri alla Roma del Tempo Presente, subisce egli stesso un misterioso attentato, al quale scampa a malapena malgrado l'apparente goffaggine dei sicari. Nella Firenze del Trecento invece a uno dei suoi agenti viene tagliata la gola. A nulla vale il tentativo del vicedirettore - ignorando volutamente tutti i protocolli internazionali in merito - di tornare indietro nel tempo per sventare l'assassinio.
Facendo la spola tra la Roma del Tempo Reale e la Firenze del 1341, Mariani cerca indizi sui possibili traditori e quindi in una taverna incontra di nuovo Colbert, che affermando di possedere informazioni riservate gli dà appuntamento appena fuori le mura della città. Qui l'anziano studioso gli rivela infine il suo vero piano: trasferire il giovane Boccaccio in terra di Francia, in modo da farne un pilastro della letteratura francese e non di quella italiana. Mariani, manifestando incredulità per l'assurdo progetto personale del francese, ormai una scheggia impazzita, cerca di convincerlo a rinsavire, ma sono troppi anni ormai che Colbert lavora nell'ombra per rinunciare a quello che ritiene il suo miglior conseguimento. Mariani si vede puntata contro un'arma da fuoco, contrabbandata illegalmente attraverso il tempo malgrado tutti i divieti internazionali, e rimane gravemente ferito nello scontro.
Abbandonato moribondo in un boschetto fuori dalle porte di Firenze, con i lupi che ormai hanno fiutato il suo sangue, Mariani viene inaspettatamente soccorso dall'unico che sapeva dove egli si trovasse: il suo doppio proveniente dal futuro. Rientrato con la macchina del tempo nella Roma contemporanea, o meglio di una ventina di giorni precedente alla sua stessa partenza, il vicedirettore va a farsi curare segretamente in una clinica dell'UCCI e prepara i suoi piani. Una volta ristabilito si ricongiunge alla propria normale linea temporale e nel giro di pochi giorni risolve tutti i conti in sospeso. Contattata la donna a capo della sezione del servizio cronotemporale francese in Italia, viaggiando nel tempo con lei per farle assistere al suo stesso scontro con Colbert: l'agente francese impazzito viene a quel punto bloccato dai suoi stessi colleghi e rimosso per sempre dai vicoli del tempo.
Nel frattempo il rifugio della macchina del tempo clandestina viene scoperto: un convento, che viene fatto crollare seppellendo ogni traccia.
La resa dei conti con il rivale di Mariani alla direzione, Stringa, avviene poco dopo, e non in modo incruento. A cose fatte il direttore dell'UCCI, teoricamente lasciato all'oscuro di quest'ultimo episodio, lascia intendere di sapere ogni cosa, ma conferma comunque la sua fiducia nel proprio vicedirettore Mariani, grato per avergli levato dai piedi un incapace. La carriera degli agenti di Firenze 1300 è compromessa nel momento in cui viene scoperto un ammanco dai conti della loro sezione: denaro che essi distraevano e spostavano abilmente alcuni decenni avanti nel tempo per reinverstirlo proficuamente nella banca dei Fugger. L'agente responsabile dell'omicidio del proprio collega in procinto di confessare è ricercato lungo tutte le linee temporali. Infine Marina Savoldi, pur di sfuggire all'esilio perpetuo nel passato, dovrà adattarsi a diventare la segretaria di Mariani.

## Edizioni
- Lanfranco Fabriani, Lungo i vicoli del tempo, Urania n° 1453, Arnoldo Mondadori Editore, 2002.
- Lanfranco Fabriani, Lungo i vicoli del tempo, Odissea Fantascienza n° 65, Delos Books, 2014, ISBN 9788865304921.